# E848号線
E848号線 (E848ごうせん、英: European route E848) は、欧州自動車道路のBクラス幹線道路。全線がイタリアにあり、サンテウフェミーア・ラメーツィア – カタンザーロを結ぶ。

## 経路

### 経過する主要都市
- イタリア
  - E45号線 – サンテウフェミーア・ラメーツィア (ラメーツィア・テルメ)
  - E90号線 – カタンザーロ